# Chicken tatsuta

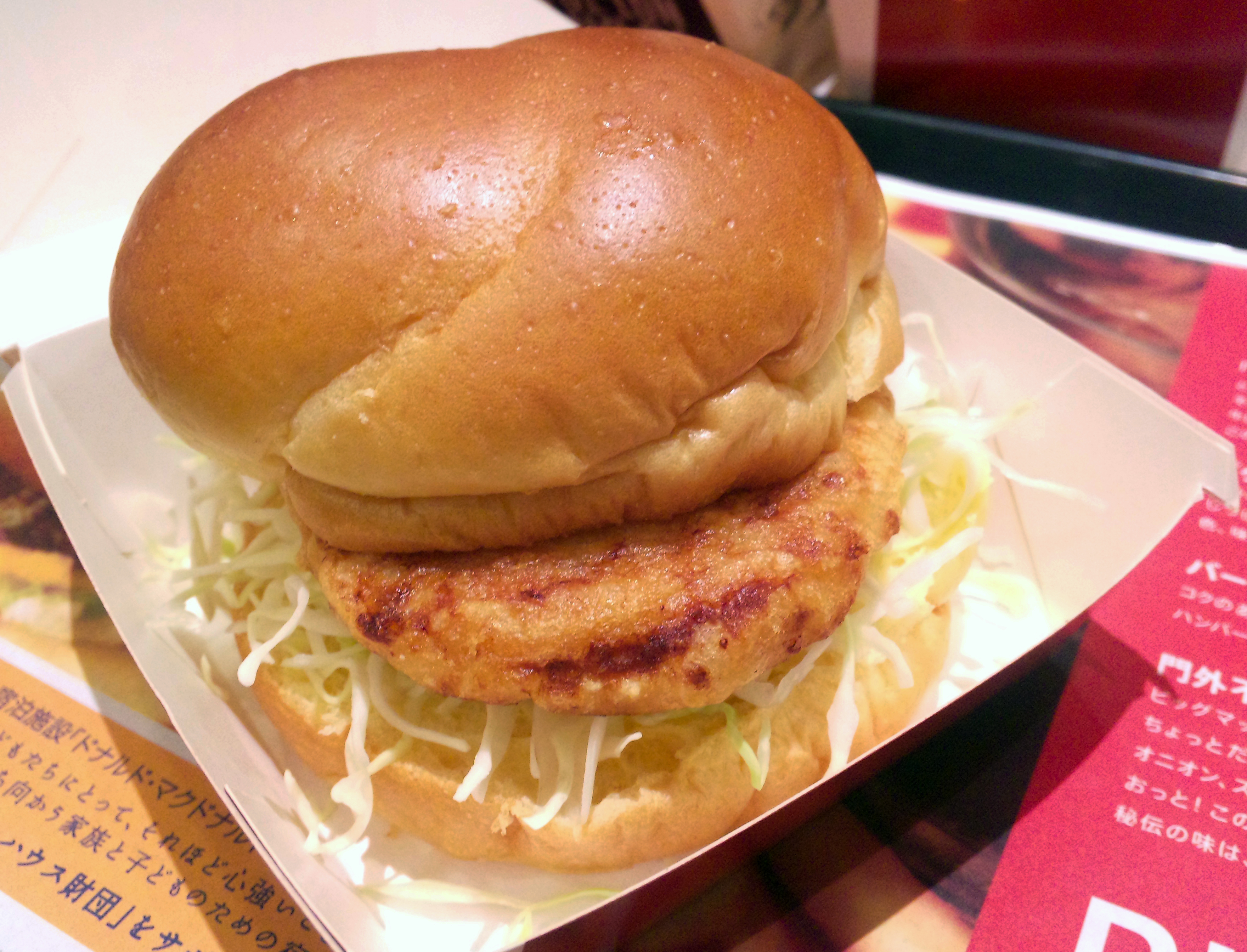
Chicken tatsuta

Chicken tatsuta (チキン タツタ) là một loại bánh hamburger gà rán kiểu Nhật được McDonald Nhật Bản bày bán và đăng ký nhãn hiệu.
Tatsuta-age được chế biến bằng cách chiên ngập dầu. Sau khi ướp thịt hoặc cá, thịt được rắc katakuri-ko (tinh bột khoai tây) của Nhật trước khi chiên. Tinh bột ngô cũng được sử dụng nếu không có sẵn katakuri-ko. Món này được nấu kèm theo thịt lợn, cá thu hoặc cá voi. Chúng cũng có thể được dùng làm bữa trưa với bánh mì đóng vai trò như một loại sandwich hoặc bánh bao.